# Турча болотная
Турча́ боло́тная (лат. Hottonia palustris) — типовой вид рода Турча (лат. Hottonia) семейства Первоцветные (лат. Primulaceae).

## Ботаническое описание

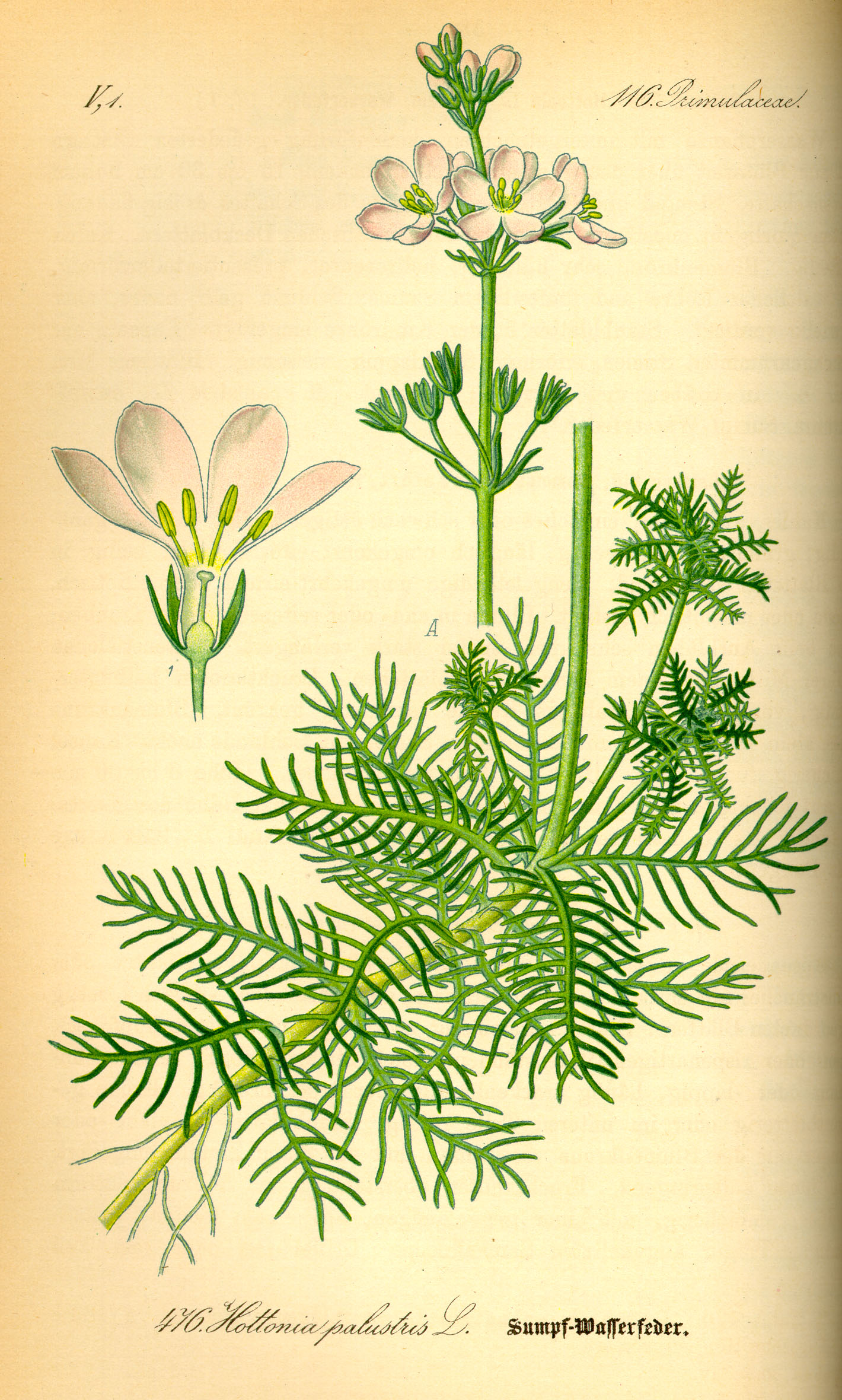
Турча болотная (Hottonia palustris).

Многолетнее травянистое водное растение, обычно растущее погружённым в воду. Снабжённый многочисленными белыми нитевидными корнями главный стебель достигает высоты 15—50 (по другим источникам, 45) см, укореняется в иле. Из узлов стебля растут розеткой нитевидные ярко-зелёные листья длиной до 8 см.
В период цветения (с мая по июль) из листовых пазух над поверхностью воды поднимаются соцветия длиной 30—50 (по другим данным, около 20) см. Соцветие состоит из сгруппированных по ярусам мутовок цветков от белого до бледно-розового цвета, с цветоножками. Венчик длиной до 2 см, чашечка глубокая. Соцветия и стебли покрыты красными выростами.
Поздней осенью листва отмирает, а зимует растение на дне водоёма в виде покоящихся почек (турионов).
Вегетативное размножение осуществляется делением стебля и листьев.

## Распространение и экология
Типичный обитатель умеренных регионов Европы (кроме Средиземноморья), европейской части России, также обнаружен в нескольких местах в Малой Азии.
Турча болотная растёт в мелководных, умеренно насыщенных питательными веществами водоёмах, таких как канавы, пруды, болота и заводи, главным образом в низинах.
Растение способно пережить понижение уровня воды в водоёме. Для этого оно образует густой покров на илистом дне, листья таких растений по размеру значительно меньше, чем у водных форм.
В сообществе с турчой болотной могут произрастать болотник болотный (Callitriche palustris), ряска малая (Lemna minor), а также частуха обыкновенная (Alisma plantago-aquatica).

## Охранный статус
В настоящее время во многих частях Центральной Европы вид находится в опасности.

## Значение и применение
Растение может выращиваться в тропических и прохладных аквариумах. Для этого ему нужно обеспечить хороший грунт, свет и, по возможности, дополнительно снабжать его углекислым газом. Его можно также использовать для посадок в или вокруг садового пруда. Будучи хорошим оксигенатором, оно будет насыщать воду в пруду кислородом, а густые листья обеспечат защиту рыбам и малькам, а его нежные, но устойчивые к порывам ветра и дождю цветки послужат украшением водоёма.

## Классификация

### Таксономия
Hottonia palustris L., 1753, Sp. Pl. : 145
Вид Турча болотная относится к роду Турча (Hottonia) семейства Первоцветные (Primulaceae) порядка Верескоцветные (Ericales) последовательно входящий в клады Астериды → Суперастериды → Эвдикоты → Цветковые растения. Таксономическая схема в соответствии с Системой APG IV по состоянию на декабрь 2023 года:
|  |                          |  |                                   |                                   |                        |  | еще 21 семейство | еще 21 семейство |                |  |  |  | еще 1 подтвержденный вид и 1 вид в статусе "неподтвержденных" |
|  |                          |  |                                   |                                   |                        |  | еще 21 семейство | еще 21 семейство |                |  |  |  | еще 1 подтвержденный вид и 1 вид в статусе "неподтвержденных" |
|  |                          |  |                                   | порядок Верескоцветные            |                        |  |                  |                  | род Турча      |  |  |  |                                                               |
|  |                          |  |                                   | порядок Верескоцветные            |                        |  |                  |                  | род Турча      |  |  |  |                                                               |
|  | клада Цветковые растения |  |                                   |                                   | семейство Первоцветные |  |                  |                  | Турча болотная |  |  |  |                                                               |
|  | клада Цветковые растения |  |                                   |                                   | семейство Первоцветные |  |                  |                  |                |  |  |  |                                                               |
|  |                          |  | ещё 63 порядка цветковых растений | ещё 63 порядка цветковых растений |                        |  |                  | еще 57 родов     | еще 57 родов   |  |  |  |                                                               |
|  |                          |  |                                   | ещё 63 порядка цветковых растений |                        |  |                  |                  | еще 57 родов   |  |  |  |                                                               |

### Синонимы
- Androsace aquatica Clairv.
- Hottonia millefolium Gilib.
- Breviglandium palustre Dulac[4]